# Santes
Santes is een gemeente in het Franse Noorderdepartement (Frans: département du Nord) (regio Hauts-de-France). De gemeente maakt deel uit van het arrondissement Rijsel. De oostgrens van de gemeente is het Deulekanaal. Santes telde op 1 januari 2022 5.656 inwoners.

## Geografie
De oppervlakte van Santes bedroeg op 1 januari 2022 7,57 vierkante kilometer; de bevolkingsdichtheid was toen 747,2 inwoners per km².

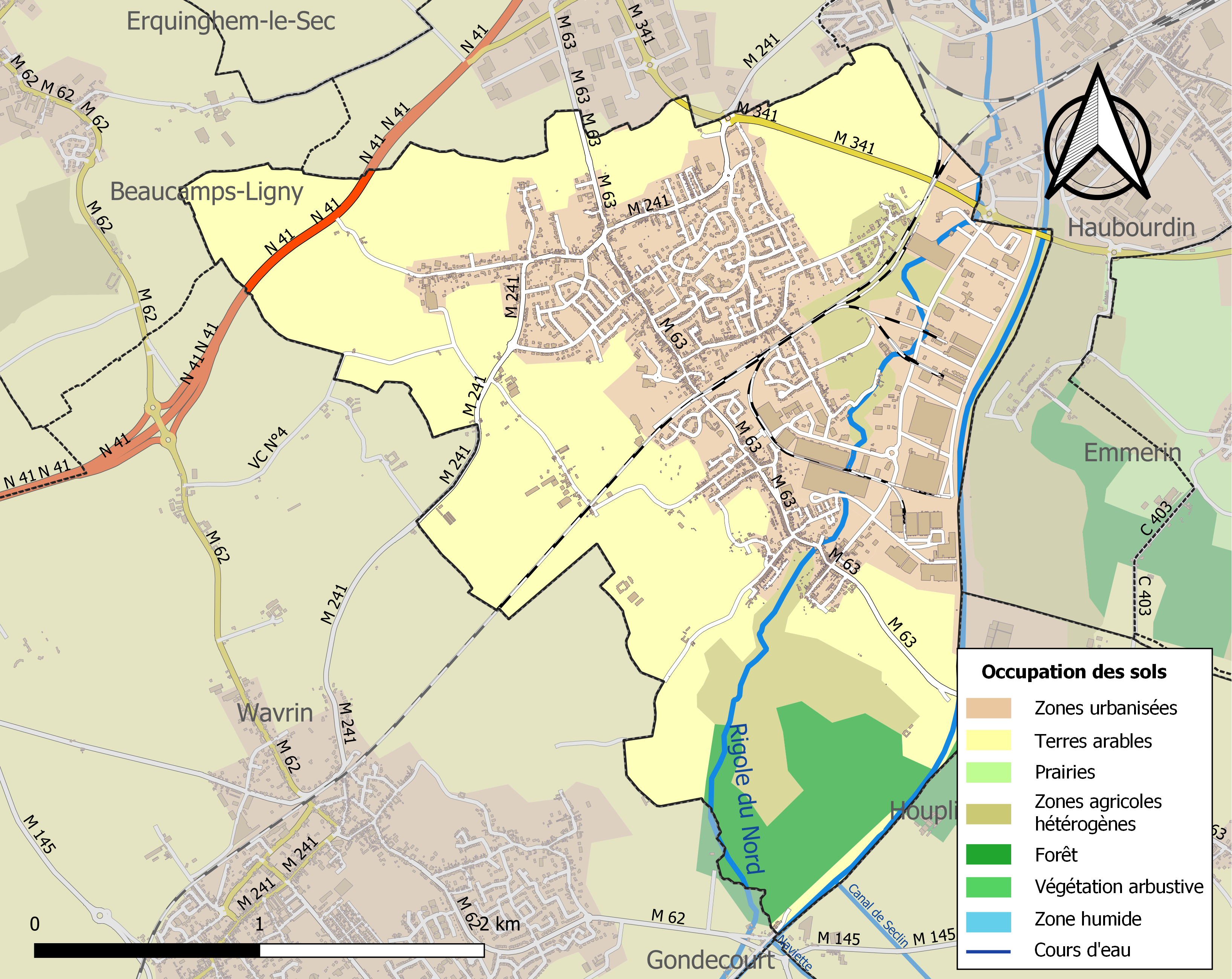
Kaart van de gemeente met belangrijkste infrastructuur, bodemgebruik en omliggende gemeenten

## Bezienswaardigheden
- De Église Saint-Pierre in het oude dorpscentrum
- De Église du Sacré-Cœur in het oosten van de gemeente, gebouwd in het begin van 20ste eeuw
- Op het kerkhof van Santes bevinden zich twee Britse oorlogsgraven uit de Eerste Wereldoorlog.

## Verkeer en vervoer
In de gemeente ligt spoorwegstation Santes.

## Demografie
Onderstaande figuur toont het verloop van het inwonertal (bron: INSEE-tellingen).